# Siem Reap Airways
Siem Reap Airways, tên đầy đủ là Siem Reap Airways International Co.Ltd (mã IATA = FT, mã ICAO = SRH), là hãng hàng không có trụ sở ở Phnôm Pênh, Campuchia. Hãng có căn cứ chính tại Sân bay quốc tế Phnôm Pênh và căn cứ phụ tại Sân bay quốc tế Angkor.. Hãng có các tuyến bay quốc nội và quốc tế trong khu vực. Do thua lỗ, năm 2008, hãng chính thức phá sản.

## Lịch sử
Siem Reap Airways được thành lập năm 2000 do Bangkok Airways sở hữu, như một hãng phụ của Bangkok Airways. Hãng bắt đầu hoạt động từ ngày 3.11.2000 bằng 1 máy bay ATR 72 thuê cả phi hành đoàn của Bangkok Airways.

## Các nơi đến
- Campuchia

- Koh Kong
- Phnôm Pênh
- Siem Reap
- Sihanoukville

- Lào

- Luang Prabang

- Thái Lan

- Bangkok
- Phuket

- Trung quốc

- Hong Kong

## Đội máy bay
- 2 Airbus A320-232 (thuê của Bangkok Airways)
- 1 ATR 72-500 (thuê của Bangkok Airways)